# Google Video Player
Google Video Player was een alternatieve manier om videos gevonden op Google Videos af te spelen. De speler is compatibel gemaakt voor Microsoft Windows en Mac OSX. De Google Video Player rendeert bestanden in een formaat dat Google Video File (.gvi) heet. En deze ondersteunt afspeellijsten in het "Google Video Pointer" (.gvp) formaat. De Google Video Player kan je downloaden wanneer je drukt op de knop downloaden op de Google Video site naast het filmpje dat je wil downloaden. Heb je de speler al, dan begin je direct met het downloaden. Heb je hem niet, dan begin je met het downloaden van de speler.
Wanneer gebruikers de video gaan downloaden, althans dat denken zij, naar hun computers, dan wordt er eerst een klein bestandje gedownload met de extensie .gvp. Deze wordt wel pointer genoemd. Daarna wordt de daadwerkelijke video gedownload met een gvi. extensie. Deze wordt in een map opgeslagen die is opgezet tijdens de installatie of die de gebruiker zelf heeft aangewezen.
Eerdere versies van de videospeler waren gebaseerd op de code van de open VideoLAN Client (VLC) mediaspeler. De laatste versie van Googles speler was juist niet gebaseerd op VLC.